# Avtalstolkning
Avtalstolkning är, jämte avtalsslut, fullmakt och ogiltighet, ett av avtalsrättens fyra huvudområden. 
En grundläggande princip inom avtalsrätten är att avtal skall hållas (Pacta sunt servanda), det vill säga fullgöras. Avtalstolkning är den verksamhet genom vilken man fastställer det bindande avtalets innehåll och rättsverkningar, det vill säga vad som skall gälla mellan parterna i avtalet. Termen avtalstolkning är dock egentligen för snäv. Liksom avtalsrätten i övrigt handlar avtalstolkningen om rättshandlingar i allmänhet, inte bara avtal. 
Avtalstolkning brukar också traditionellt definieras som den verksamhet, genom vilken en rättshandlings innehåll och rättsverkningar fastställs. Vidare skiljer man mellan tolkning och utfyllning. Tolkning brukar definieras som det förfarande, genom vilket den betydelse av en rättshandling som skall läggas till grund för fastställandet av dess rättsverkningar bestäms. Med utfyllning avses den ytterligare verksamhet som därutöver kan erfordras för att fastställa rättshandlingens rättsverkningar.